# Frampton Court
Frampton Court é uma propriedade rural em Frampton-on-Severn, Gloucestershire, no sudoeste da Inglaterra. Pertence à família Clifford desde o século XI.

## Jardins e parques
Os jardins e parques circundantes estão no Grau II* listados no Registro de Parques Históricos e Jardins de especial interesse histórico na Inglaterra.
Jardins anteriores foram substituídos por volta de 1806, dos quais o jardim murado e as cercas-vivas sobrevivem. O jardim anterior incluía uma parterre e jardim de cozinha. O parque atual tem aproximadamente 400 metros por 300 metros e é principalmente grama com árvores. A sudeste da casa são lagos que foram desenvolvidos a partir de poços de cascalho anteriores. Ao redor do terreno há paredes de pedra com portões simétricos ornamentados e gatepiers.